# Adam Wood

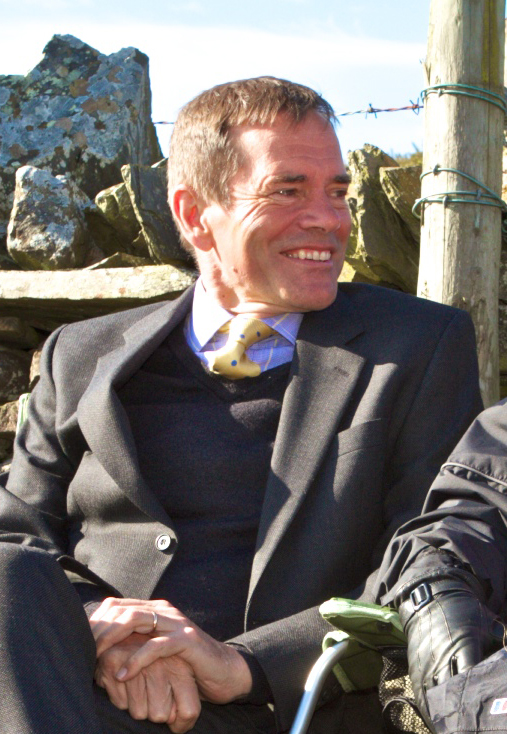
Adam Wood (2012)

Adam Kenneth Compton Wood (* 13. März 1955) ist ein ehemaliger britischer Diplomat und war von 2011 bis 2016 Vizegouverneur der Isle of Man.

## Werdegang
Er besuchte die Royal Grammar School in High Wycombe und studierte am Oriel College in Oxford.
Von 1983 bis 1986 war Woods Assistent des britischen Exekutivdirektors bei der Weltbank in Washington. 1986 wurde er Abteilungsleiter in der Overseas Development Administration mit Zuständigkeit für den Europäischen Entwicklungsfonds. Ab 1988 leitete er das britische Entwicklungsprogramm in  Kenia, von 1993 bis 1996 war Woods Berater des Generaldirektors für Außenbeziehungen bei der EU in Brüssel. Die nächsten vier Jahre vertrat er das britische Entwicklungsministerium in Bangkok mit Zuständigkeit für Südostasien. 2000 kehrte er nach Brüssel zurück, wo er als Berater für Entwicklungspolitik der ständigen britischen Vertretung angehörte. Woods spätere Karriere bestand aus diplomatischen Aufgaben in Afrika, wie z. B. als britischer Hochkommissar in Uganda von 2002 bis 2005 und Hochkommissar in Kenia von 2005 bis 2008. Vor seinem Ausscheiden aus dem diplomatischen Dienst im Jahr 2010 war er Afrika-Direktor des Foreign and Commonwealth Office zuständig für die Botschaften in Afrika.
Wood wurde als Vizegouverneur der Isle of Man im November 2010 angekündigt und am 7. April 2011 vereidigt. Am 27. Mai 2016 wurde Richard Gozney sein Nachfolger.